# Onosma helvetica
Onosma helvetica är en strävbladig växtart. Onosma helvetica ingår i släktet Onosma och familjen strävbladiga växter.

## Underarter
Arten delas in i följande underarter:
- O. h. helvetica
- O. h. lucana

## Bildgalleri

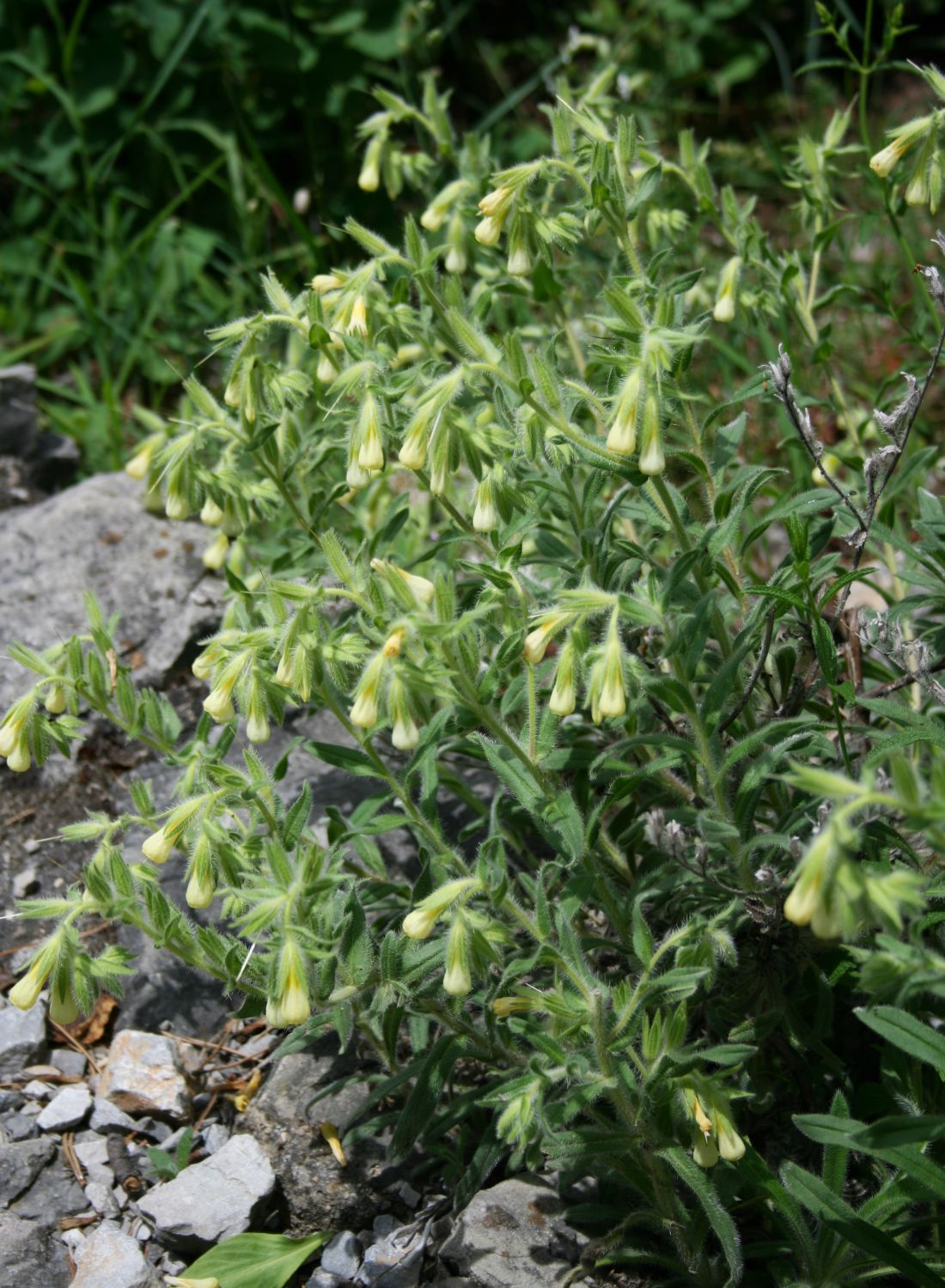
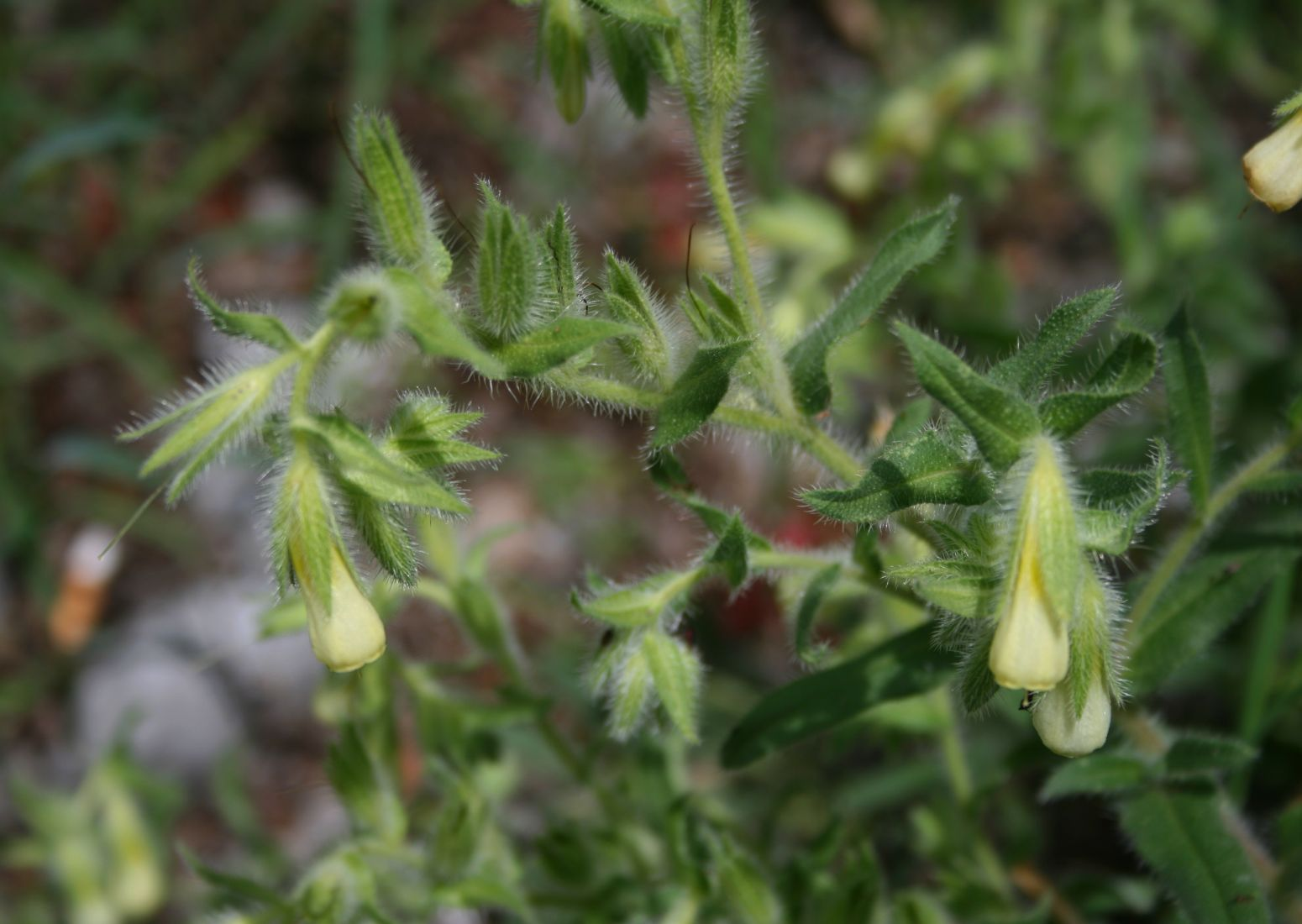
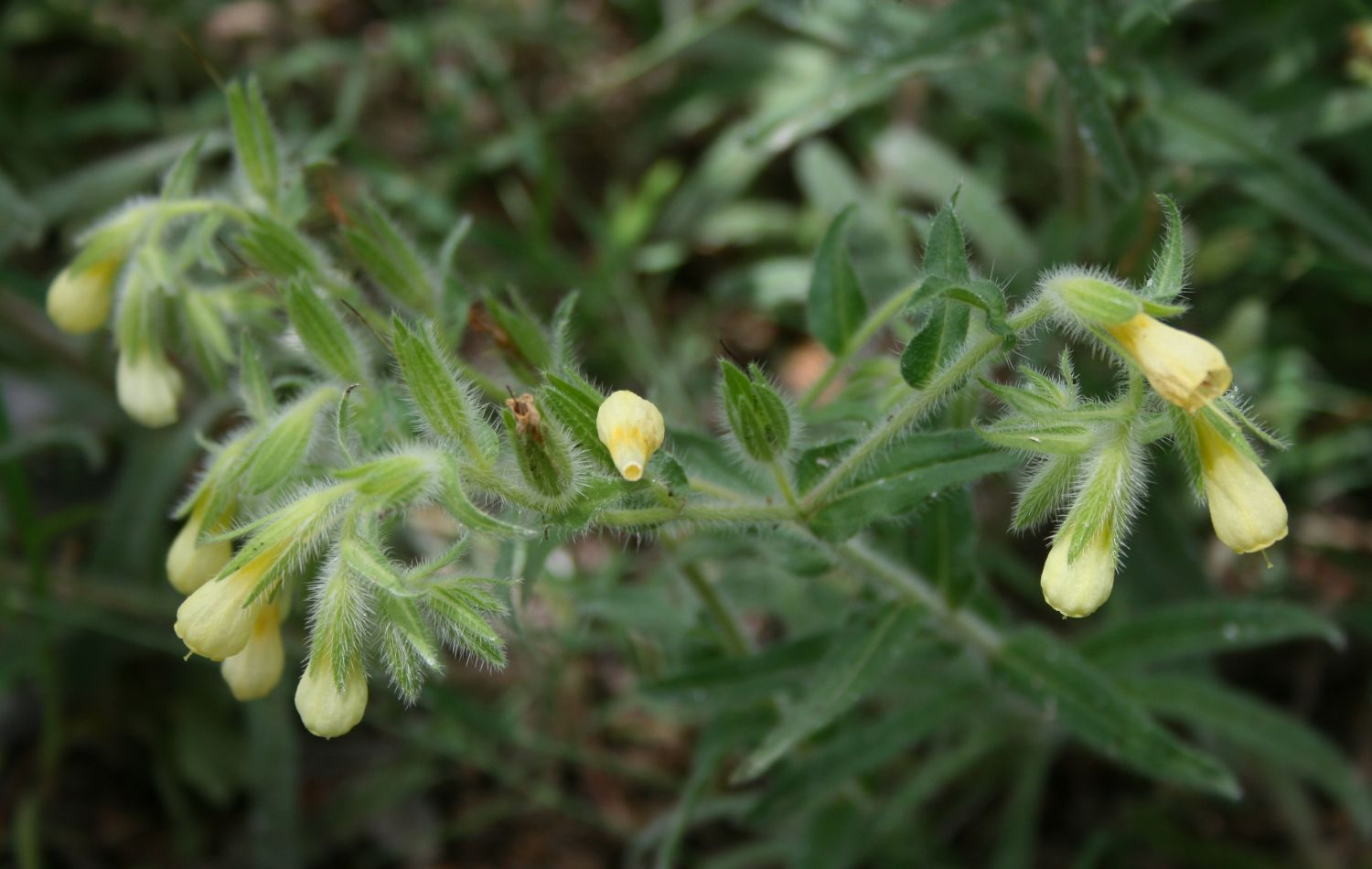